# 陈肇博
陈肇博（1937年—），男，北京人，中国放射性地质专家，曾任核工业部北京第三研究所高级工程师、博士生导师，第六、七、八、九届全国政协委员。